# Guerras do Alecrim e da Manjerona
'Guerras do Alecrim e da Manjerona é uma peça composta por Antônio José da Silva, de 1737.
A didascália da peça, que acompanha o título, declara tratar-se de uma "ópera joco-séria, que se representou no Teatro do Bairro Alto de Lisboa, no Carnaval de 1737". A música da peça foi composta por António Teixeira, que alêm de operas e missas, inventou a modinha.
Fala-se em ópera joco-séria porque, parodiando a ópera italiana, reclamava o apoio da música e do canto e era representada por meio de ‘’marionettes’’. O título da peça se explica pelo costume, no século XVIII, de as moças casadoiras se reunirem em blocos que tinham por insígnia uma flor.
É o seguinte o seu entrecho: dois caça-dotes, Gil Vaz e Fuas, procuram aproximar-se de duas irmãs ricas, Clóris e Nise, para isso utilizando, o primeiro, do seu criado, Semicúpio. Este, arma os maiores estratagemas para introduzir o seu patrão na casa da pretendida, mas acaba por se enamorar de Sevadilha, criada de Clóris. Entretanto, D. Lancerote, tio das meninas, deseja casá-las com D. Tibúrcio, primo delas. No final, desfeitos todos os equívocos, casam-se os pares e Semicúpio com Sevadilha.